# Замошшя (Старорусський район)
Замошшя (рос. Замошье) — присілок в Старорусському районі Новгородської області Російської Федерації.
Населення становить 3 особи. Входить до складу муніципального утворення Великосельське сільське поселення.

## Історія
Від 2004 року входить до складу муніципального утворення Великосельське сільське поселення.

## Населення
| 2010 | 2011 | 2012 | 2013 |
| ---- | ---- | ---- | ---- |
| 3    | →3   | →3   | →3   |